# Black Country (album)
Pour l’article homonyme, voir Black Country.
Albums de Black Country Communion
2
(2011)
Black Country est le premier album du groupe américain Black Country Communion, sorti en 2010.

## Titres
| 1.    | Black Country                            | Glenn Hughes                     | Hughes, Joe Bonamassa                               | 3:15  |
| 2.    | One Last Soul                            | Hughes                           | Hughes, Bonamassa                                   | 3:52  |
| 3.    | The Great Divide                         | Hughes                           | Hughes, Bonamassa                                   | 4:45  |
| 4.    | Down Again                               | Hughes                           | Hughes, Bonamassa, Derek Sherinian                  | 5:46  |
| 5.    | Beggarman                                | Hughes                           | Hughes                                              | 4:52  |
| 6.    | Song of Yesterday                        | Hughes, Bonamassa, Kevin Shirley | Bonamassa, Shirley                                  | 8:33  |
| 7.    | No Time                                  | Hughes                           | Hughes                                              | 4:19  |
| 8.    | Medusa (originally performed by Trapeze) | Hughes                           | Hughes                                              | 6:57  |
| 9.    | The Revolution in Me                     | Bonamassa                        | Bonamassa, Sherinian                                | 4:59  |
| 10.   | Stand (At the Burning Tree)              | Hughes                           | Hughes, Bonamassa                                   | 7:02  |
| 11.   | Sista Jane                               | Hughes                           | Hughes, Bonamassa                                   | 6:55  |
| 12.   | Too Late for the Sun                     | Hughes                           | Hughes, Bonamassa, Jason Bonham, Sherinian, Shirley | 11:21 |
| 72:35 |                                          |                                  |                                                     |       |

## Musiciens
- Glenn Hughes - chant, basse
- Joe Bonamassa - guitares, chœurs, chant sur Song Of Yesterday et The Revolution In Me , seconde voix sur Sista Jane et Too Late for the Sun
- Jason Bonham - batterie, percussions
- Derek Sherinian - claviers